# Liste der Nummer-eins-Hits in den britischen Charts (2017)
Dies ist eine Liste der Nummer-eins-Hits in den britischen Charts im Jahr 2017. Sie basiert auf den Official Singles Chart Top 100 und den Albums Chart Top 100, die von der Official Charts Company ermittelt werden.
Die britischen Charts werden unmittelbar nach Ende der Verkaufswoche veröffentlicht und gelten für die der Verkaufswoche folgende Woche. Ausgabedatum ist der letzte Tag der Woche, also der Donnerstag eine Woche nach Ende der Verkaufswoche.

## Singles
| ← 2016 ← | Liste der Nummer-eins-Hits in den britischen Charts | Liste der Nummer-eins-Hits in den britischen Charts                 | Liste der Nummer-eins-Hits in den britischen Charts | 2018 → |
| \| Zeitraum \| Wo. ges. \| Interpret \| Titel Autor(en) \| Zusätzliche Informationen \| \| (Zeitraum, Wochen auf Platz eins, Interpret, Titel, Autor[en], zusätzliche Informationen) \| \| \| \| \| \| ----------------------------------------------------------------------------------------- \| -------- \| ------------------------------------------------------------------- \| ---------------------------------------------------------------------------------------------------------------------------------------------------------------------- \| --------------------------------------------------------------------------------------------------------------------------------------------------------------------------------------------------------------------------------------------------------------------------------------------------------------------------------------------------------------------------------------------------- \| \| 11. November 2016 – 12. Januar 2017 9 Wochen \| 9 \| Clean Bandit feat. Sean Paul & Anne-Marie \| Rockabye Jack Patterson, Steve McCutcheon, Ammar Malik, Ina Wroldsen, Sean Paul Henriques \| – \| \| 13. Januar 2017 – 13. April 2017 13 Wochen (insgesamt 14) \| 14 \| Ed Sheeran \| Shape of You Ed Sheeran, Steve Mac, Johnny McDaid, Kandi Burruss, Tameka Cottle, Kevin Briggs \| Mit dem Einstieg auf Platz 1 und dem gleichzeitigen Einstieg der Single Castle on the Hill auf Platz 2 gelang Sheeran erstmals in der Geschichte der britischen Singlecharts der Einstieg mit zwei Singles auf den vordersten beiden Plätzen.[1] Dasselbe Kunststück gelang ihm auch in Deutschland, Österreich und der Schweiz. \| \| 14. April 2017 – 20. April 2017 1 Woche \| 1 \| Harry Styles \| Sign of the Times Harry Styles, Jeff Bhasker, Mitch Rowland, Ryan Nasci, Alex Salibian, Tyler Johnson \| – \| \| 21. April 2017 – 27. April 2017 1 Woche (insgesamt 14) \| 14 \| Ed Sheeran \| Shape of You Ed Sheeran, Steve Mac, Johnny McDaid, Kandi Burruss, Tameka Cottle, Kevin Briggs \| – \| \| 28. April 2017 – 4. Mai 2017 1 Woche \| 1 \| Clean Bandit feat. Zara Larsson \| Symphony Jack Patterson, Ammar Malik, Ina Wroldsen, Steve McCutcheon \| – \| \| 5. Mai 2017 – 11. Mai 2017 1 Woche \| 1 \| DJ Khaled feat. Justin Bieber, Quavo, Chance the Rapper & Lil Wayne \| I’m the One Khaled Khaled, Jason Boyd, Justin Bieber, Quavious Marshall, Robert Brackins III, Chancelor Bennett, Dwayne Carter Jr., Nicholas Balding \| – \| \| 12. Mai 2017 – 22. Juni 2017 6 Wochen (insgesamt 11) \| 11 \| Luis Fonsi & Daddy Yankee feat. Justin Bieber \| Despacito (Remix) Luis Rodríguez, Erika Ender, Ramón Ayala, Justin Bieber, Jason Boyd, Marty James \| – \| \| 23. Juni 2017 – 29. Juni 2017 1 Woche \| 1 \| Artists for Grenfell \| Bridge over Troubled Water Paul Simon \| 47 Jahre nach dem Original von Simon & Garfunkel ist der Song erneut auf Platz 1 der britischen Single-Charts. \| \| 30. Juni 2017 – 20. Juli 2017 3 Wochen (insgesamt 11) \| 11 \| Luis Fonsi & Daddy Yankee feat. Justin Bieber \| Despacito (Remix) Luis Rodríguez, Erika Ender, Ramón Ayala, Justin Bieber, Jason Boyd, Marty James \| – \| \| 21. Juli 2017 – 27. Juli 2017 1 Woche \| 1 \| DJ Khaled feat. Rihanna & Bryson Tiller \| Wild Thoughts Jahron Anthony Brathwaite, Khaled Khaled, Robyn Fenty, Bryson Tiller, Jerry Duplessis, Wyclef Jean, Tari, Raul Rekow, Marvin Moore-Hough, Carlos Santana \| Der Song erreicht Platz eins dank einer neuen Regel, die allen mindestens 10 Wochen in den Charts befindlichen Songs eine Streaming-Download-Konversionsrate von 300:1 (statt 150:1 für neue Titel) vorschreibt. Dadurch kommt es zu der Kuriosität, dass Despacito zwar sowohl die Verkaufs- als auch die Streaming-Charts anführt, in der kombinierten Liste aber nur auf Platz zwei liegt.[2][3] \| \| 28. Juli 2017 – 10. August 2017 2 Wochen (insgesamt 11) \| 11 \| Luis Fonsi & Daddy Yankee feat. Justin Bieber \| Despacito (Remix) Luis Rodríguez, Erika Ender, Ramón Ayala, Justin Bieber, Jason Boyd, Marty James \| – \| \| 11. August 2017 – 17. August 2017 1 Woche \| 1 \| Calvin Harris feat. Pharrell Williams, Katy Perry & Big Sean \| Feels Adam Wiles, Pharrell Williams, Katy Perry, Brittany Hazzard, Sean Anderson \| – \| \| 18. August 2017 – 31. August 2017 2 Wochen \| 2 \| Dua Lipa \| New Rules Caroline Ailin, Emily Warren, Ian Kirkpatrick \| – \| \| 1. September 2017 – 14. September 2017 2 Wochen \| 2 \| Taylor Swift \| Look What You Made Me Do Taylor Swift, Jack Antonoff, Fred Fairbrass, Richard Fairbrass, Rob Manzoli \| – \| \| 15. September 2017 – 5. Oktober 2017 3 Wochen \| 3 \| Sam Smith \| Too Good at Goodbyes James Napier, Tor Hermansen, Mikkel Eriksen, Sam Smith \| – \| \| 6. Oktober 2017 – 2. November 2017 4 Wochen \| 4 \| Post Malone feat. 21 Savage \| Rockstar Austin Post, Shayaa Abraham-Joseph, Louis Bell, Olufunmibi Awoshiley \| – \| \| 3. November 2017 – 7. Dezember 2017 5 Wochen \| 5 \| Camila Cabello feat. Young Thug \| Havana Camila Cabello, Brittany Hazzard, Ali Tamposi, Brian Lee, Andrew Watt, Pharrell Williams, Jeffery Lamar Williams, Adam Feeney, Louis Bell \| – \| \| 8. Dezember 2017 – 18. Januar 2018 6 Wochen \| 6 \| Ed Sheeran \| Perfect Ed Sheeran \| – \| |                                                     |                                                                     | | |
| ← 2016 |                                                     |                                                                     | | → 2018 → |
| Zeitraum | Wo. ges.                                            | Interpret                                                           | Titel Autor(en) | Zusätzliche Informationen |
| (Zeitraum, Wochen auf Platz eins, Interpret, Titel, Autor[en], zusätzliche Informationen) |                                                     |                                                                     | | |
| 11. November 2016 – 12. Januar 2017 9 Wochen | 9                                                   | Clean Bandit feat. Sean Paul & Anne-Marie                           | Rockabye Jack Patterson, Steve McCutcheon, Ammar Malik, Ina Wroldsen, Sean Paul Henriques                                                                              | – |
| 13. Januar 2017 – 13. April 2017 13 Wochen (insgesamt 14) | 14                                                  | Ed Sheeran                                                          | Shape of You Ed Sheeran, Steve Mac, Johnny McDaid, Kandi Burruss, Tameka Cottle, Kevin Briggs                                                                          | Mit dem Einstieg auf Platz 1 und dem gleichzeitigen Einstieg der Single Castle on the Hill auf Platz 2 gelang Sheeran erstmals in der Geschichte der britischen Singlecharts der Einstieg mit zwei Singles auf den vordersten beiden Plätzen. Dasselbe Kunststück gelang ihm auch in Deutschland, Österreich und der Schweiz.                                                                 |
| 14. April 2017 – 20. April 2017 1 Woche | 1                                                   | Harry Styles                                                        | Sign of the Times Harry Styles, Jeff Bhasker, Mitch Rowland, Ryan Nasci, Alex Salibian, Tyler Johnson                                                                  | – |
| 21. April 2017 – 27. April 2017 1 Woche (insgesamt 14) | 14                                                  | Ed Sheeran                                                          | Shape of You Ed Sheeran, Steve Mac, Johnny McDaid, Kandi Burruss, Tameka Cottle, Kevin Briggs                                                                          | – |
| 28. April 2017 – 4. Mai 2017 1 Woche | 1                                                   | Clean Bandit feat. Zara Larsson                                     | Symphony Jack Patterson, Ammar Malik, Ina Wroldsen, Steve McCutcheon                                                                                                   | – |
| 5. Mai 2017 – 11. Mai 2017 1 Woche | 1                                                   | DJ Khaled feat. Justin Bieber, Quavo, Chance the Rapper & Lil Wayne | I’m the One Khaled Khaled, Jason Boyd, Justin Bieber, Quavious Marshall, Robert Brackins III, Chancelor Bennett, Dwayne Carter Jr., Nicholas Balding                   | – |
| 12. Mai 2017 – 22. Juni 2017 6 Wochen (insgesamt 11) | 11                                                  | Luis Fonsi & Daddy Yankee feat. Justin Bieber                       | Despacito (Remix) Luis Rodríguez, Erika Ender, Ramón Ayala, Justin Bieber, Jason Boyd, Marty James                                                                     | – |
| 23. Juni 2017 – 29. Juni 2017 1 Woche | 1                                                   | Artists for Grenfell                                                | Bridge over Troubled Water Paul Simon | 47 Jahre nach dem Original von Simon & Garfunkel ist der Song erneut auf Platz 1 der britischen Single-Charts. |
| 30. Juni 2017 – 20. Juli 2017 3 Wochen (insgesamt 11) | 11                                                  | Luis Fonsi & Daddy Yankee feat. Justin Bieber                       | Despacito (Remix) Luis Rodríguez, Erika Ender, Ramón Ayala, Justin Bieber, Jason Boyd, Marty James                                                                     | – |
| 21. Juli 2017 – 27. Juli 2017 1 Woche | 1                                                   | DJ Khaled feat. Rihanna & Bryson Tiller                             | Wild Thoughts Jahron Anthony Brathwaite, Khaled Khaled, Robyn Fenty, Bryson Tiller, Jerry Duplessis, Wyclef Jean, Tari, Raul Rekow, Marvin Moore-Hough, Carlos Santana | Der Song erreicht Platz eins dank einer neuen Regel, die allen mindestens 10 Wochen in den Charts befindlichen Songs eine Streaming-Download-Konversionsrate von 300:1 (statt 150:1 für neue Titel) vorschreibt. Dadurch kommt es zu der Kuriosität, dass Despacito zwar sowohl die Verkaufs- als auch die Streaming-Charts anführt, in der kombinierten Liste aber nur auf Platz zwei liegt. |
| 28. Juli 2017 – 10. August 2017 2 Wochen (insgesamt 11) | 11                                                  | Luis Fonsi & Daddy Yankee feat. Justin Bieber                       | Despacito (Remix) Luis Rodríguez, Erika Ender, Ramón Ayala, Justin Bieber, Jason Boyd, Marty James                                                                     | – |
| 11. August 2017 – 17. August 2017 1 Woche | 1                                                   | Calvin Harris feat. Pharrell Williams, Katy Perry & Big Sean        | Feels Adam Wiles, Pharrell Williams, Katy Perry, Brittany Hazzard, Sean Anderson                                                                                       | – |
| 18. August 2017 – 31. August 2017 2 Wochen | 2                                                   | Dua Lipa                                                            | New Rules Caroline Ailin, Emily Warren, Ian Kirkpatrick | – |
| 1. September 2017 – 14. September 2017 2 Wochen | 2                                                   | Taylor Swift                                                        | Look What You Made Me Do Taylor Swift, Jack Antonoff, Fred Fairbrass, Richard Fairbrass, Rob Manzoli                                                                   | – |
| 15. September 2017 – 5. Oktober 2017 3 Wochen | 3                                                   | Sam Smith                                                           | Too Good at Goodbyes James Napier, Tor Hermansen, Mikkel Eriksen, Sam Smith                                                                                            | – |
| 6. Oktober 2017 – 2. November 2017 4 Wochen | 4                                                   | Post Malone feat. 21 Savage                                         | Rockstar Austin Post, Shayaa Abraham-Joseph, Louis Bell, Olufunmibi Awoshiley                                                                                          | – |
| 3. November 2017 – 7. Dezember 2017 5 Wochen | 5                                                   | Camila Cabello feat. Young Thug                                     | Havana Camila Cabello, Brittany Hazzard, Ali Tamposi, Brian Lee, Andrew Watt, Pharrell Williams, Jeffery Lamar Williams, Adam Feeney, Louis Bell                       | – |
| 8. Dezember 2017 – 18. Januar 2018 6 Wochen | 6                                                   | Ed Sheeran                                                          | Perfect Ed Sheeran | – |

## Alben
| ← 2016 ← | Liste der Nummer-eins-Hits in den britischen Charts | Liste der Nummer-eins-Hits in den britischen Charts | Liste der Nummer-eins-Hits in den britischen Charts | 2018 →                    |
| \| Zeitraum \| Wo. ges. \| Interpret \| Titel \| Zusätzliche Informationen \| \| (Zeitraum, Wochen auf Platz eins, Interpret, Titel, zusätzliche Informationen) \| \| \| \| \| \| ------------------------------------------------------------------------------ \| -------- \| ------------------------------------------------- \| ----------------------------------------------- \| ------------------------- \| \| 30. Dezember 2016 – 19. Januar 2017 3 Wochen (insgesamt 5) \| 5 \| Little Mix \| Glory Days \| – \| \| 20. Januar 2017 – 26. Januar 2017 1 Woche \| 1 \| The xx \| I See You \| – \| \| 27. Januar 2017 – 2. Februar 2017 1 Woche \| 1 \| Pete Tong, The Heritage Orchestra & Jules Buckley \| Classic House \| – \| \| 3. Februar 2017 – 9. Februar 2017 1 Woche \| 1 \| (Soundtrack) \| La La Land \| – \| \| 10. Februar 2017 – 16. Februar 2017 1 Woche \| 1 \| Elbow \| Little Fictions \| – \| \| 17. Februar 2017 – 2. März 2017 2 Wochen \| 2 \| Rag ’n’ Bone Man \| Human \| – \| \| 3. März 2017 – 9. März 2017 1 Woche \| 1 \| Stormzy \| Gang Signs & Prayer \| – \| \| 10. März 2017 – 11. Mai 2017 9 Wochen (insgesamt 20) \| 20 \| Ed Sheeran \| ÷ \| – \| \| 12. Mai 2017 – 18. Mai 2017 1 Woche \| 1 \| Kasabian \| For Crying Out Loud \| – \| \| 19. Mai 2017 – 25. Mai 2017 1 Woche \| 1 \| Harry Styles \| Harry Styles \| – \| \| 26. Mai 2017 – 1. Juni 2017 1 Woche (insgesamt 20) \| 20 \| Ed Sheeran \| ÷ \| – \| \| 2. Juni 2017 – 8. Juni 2017 1 Woche \| 1 \| The Beatles \| Sgt. Pepper’s Lonely Hearts Club Band \| – \| \| 9. Juni 2017 – 15. Juni 2017 1 Woche (insgesamt 20) \| 20 \| Ed Sheeran \| ÷ \| – \| \| 16. Juni 2017 – 22. Juni 2017 1 Woche \| 1 \| London Grammar \| Truth Is a Beautiful Thing \| – \| \| 23. Juni 2017 – 29. Juni 2017 1 Woche \| 1 \| Royal Blood \| How Did We Get So Dark? \| – \| \| 30. Juni 2017 – 20. Juli 2017 3 Wochen (insgesamt 20) \| 20 \| Ed Sheeran \| ÷ \| – \| \| 21. Juli 2017 – 27. Juli 2017 1 Woche \| 1 \| The Vamps \| Night & Day \| – \| \| 28. Juli 2017 – 3. August 2017 1 Woche \| 1 \| Lana Del Rey \| Lust for Life \| – \| \| 4. August 2017 – 10. August 2017 1 Woche \| 1 \| Arcade Fire \| Everything Now \| – \| \| 11. August 2017 – 31. August 2017 3 Wochen (insgesamt 20) \| 20 \| Ed Sheeran \| ÷ \| – \| \| 1. September 2017 – 7. September 2017 1 Woche \| 1 \| Queens of the Stone Age \| Villains \| – \| \| 8. September 2017 – 14. September 2017 1 Woche \| 1 \| The Script \| Freedom Child \| – \| \| 15. September 2017 – 21. September 2017 1 Woche \| 1 \| The National \| Sleep Well Beast \| – \| \| 22. September 2017 – 28. September 2017 1 Woche \| 1 \| Foo Fighters \| Concrete and Gold \| – \| \| 29. September 2017 – 5. Oktober 2017 1 Woche \| 1 \| The Killers \| Wonderful Wonderful \| – \| \| 6. Oktober 2017 – 12. Oktober 2017 1 Woche \| 1 \| Shania Twain \| Now \| – \| \| 13. Oktober 2017 – 19. Oktober 2017 1 Woche \| 1 \| Liam Gallagher \| As You Were \| – \| \| 20. Oktober 2017 – 26. Oktober 2017 1 Woche \| 1 \| Pink \| Beautiful Trauma \| – \| \| 27. Oktober 2017 – 2. November 2017 1 Woche \| 1 \| George Michael \| Listen Without Prejudice Vol. 1 / MTV Unplugged \| – \| \| 3. November 2017 – 9. November 2017 1 Woche \| 1 \| Michael Ball & Alfie Boe \| Together Again \| – \| \| 10. November 2017 – 16. November 2017 1 Woche (insgesamt 2) \| 2 \| Sam Smith \| The Thrill of It All \| – \| \| 17. November 2017 – 23. November 2017 1 Woche \| 1 \| Taylor Swift \| Reputation \| – \| \| 24. November 2017 – 30. November 2017 1 Woche \| 1 \| Paloma Faith \| The Architect \| – \| \| 1. Dezember 2017 – 7. Dezember 2017 1 Woche \| 1 \| Noel Gallagher’s High Flying Birds \| Who Built the Moon? \| – \| \| 8. Dezember 2017 – 14. Dezember 2017 1 Woche (insgesamt 2) \| 2 \| Sam Smith \| The Thrill of It All \| – \| \| 15. Dezember 2017 – 21. Dezember 2017 1 Woche (insgesamt 20) \| 20 \| Ed Sheeran \| ÷ \| – \| \| 22. Dezember 2017 – 28. Dezember 2017 1 Woche \| 1 \| Eminem \| Revival \| – \| \| 29. Dezember 2017 – 11. Januar 2018 2 Wochen (insgesamt 20) \| 20 \| Ed Sheeran \| ÷ \| – \| |                                                     |                                                     |                                                     |                           |
| ← 2016 |                                                     |                                                     |                                                     | → 2018 →                  |
| Zeitraum | Wo. ges.                                            | Interpret                                           | Titel                                               | Zusätzliche Informationen |
| (Zeitraum, Wochen auf Platz eins, Interpret, Titel, zusätzliche Informationen) |                                                     |                                                     |                                                     |                           |
| 30. Dezember 2016 – 19. Januar 2017 3 Wochen (insgesamt 5) | 5                                                   | Little Mix                                          | Glory Days                                          | –                         |
| 20. Januar 2017 – 26. Januar 2017 1 Woche | 1                                                   | The xx                                              | I See You                                           | –                         |
| 27. Januar 2017 – 2. Februar 2017 1 Woche | 1                                                   | Pete Tong, The Heritage Orchestra & Jules Buckley   | Classic House                                       | –                         |
| 3. Februar 2017 – 9. Februar 2017 1 Woche | 1                                                   | (Soundtrack)                                        | La La Land                                          | –                         |
| 10. Februar 2017 – 16. Februar 2017 1 Woche | 1                                                   | Elbow                                               | Little Fictions                                     | –                         |
| 17. Februar 2017 – 2. März 2017 2 Wochen | 2                                                   | Rag ’n’ Bone Man                                    | Human                                               | –                         |
| 3. März 2017 – 9. März 2017 1 Woche | 1                                                   | Stormzy                                             | Gang Signs & Prayer                                 | –                         |
| 10. März 2017 – 11. Mai 2017 9 Wochen (insgesamt 20) | 20                                                  | Ed Sheeran                                          | ÷                                                   | –                         |
| 12. Mai 2017 – 18. Mai 2017 1 Woche | 1                                                   | Kasabian                                            | For Crying Out Loud                                 | –                         |
| 19. Mai 2017 – 25. Mai 2017 1 Woche | 1                                                   | Harry Styles                                        | Harry Styles                                        | –                         |
| 26. Mai 2017 – 1. Juni 2017 1 Woche (insgesamt 20) | 20                                                  | Ed Sheeran                                          | ÷                                                   | –                         |
| 2. Juni 2017 – 8. Juni 2017 1 Woche | 1                                                   | The Beatles                                         | Sgt. Pepper’s Lonely Hearts Club Band               | –                         |
| 9. Juni 2017 – 15. Juni 2017 1 Woche (insgesamt 20) | 20                                                  | Ed Sheeran                                          | ÷                                                   | –                         |
| 16. Juni 2017 – 22. Juni 2017 1 Woche | 1                                                   | London Grammar                                      | Truth Is a Beautiful Thing                          | –                         |
| 23. Juni 2017 – 29. Juni 2017 1 Woche | 1                                                   | Royal Blood                                         | How Did We Get So Dark?                             | –                         |
| 30. Juni 2017 – 20. Juli 2017 3 Wochen (insgesamt 20) | 20                                                  | Ed Sheeran                                          | ÷                                                   | –                         |
| 21. Juli 2017 – 27. Juli 2017 1 Woche | 1                                                   | The Vamps                                           | Night & Day                                         | –                         |
| 28. Juli 2017 – 3. August 2017 1 Woche | 1                                                   | Lana Del Rey                                        | Lust for Life                                       | –                         |
| 4. August 2017 – 10. August 2017 1 Woche | 1                                                   | Arcade Fire                                         | Everything Now                                      | –                         |
| 11. August 2017 – 31. August 2017 3 Wochen (insgesamt 20) | 20                                                  | Ed Sheeran                                          | ÷                                                   | –                         |
| 1. September 2017 – 7. September 2017 1 Woche | 1                                                   | Queens of the Stone Age                             | Villains                                            | –                         |
| 8. September 2017 – 14. September 2017 1 Woche | 1                                                   | The Script                                          | Freedom Child                                       | –                         |
| 15. September 2017 – 21. September 2017 1 Woche | 1                                                   | The National                                        | Sleep Well Beast                                    | –                         |
| 22. September 2017 – 28. September 2017 1 Woche | 1                                                   | Foo Fighters                                        | Concrete and Gold                                   | –                         |
| 29. September 2017 – 5. Oktober 2017 1 Woche | 1                                                   | The Killers                                         | Wonderful Wonderful                                 | –                         |
| 6. Oktober 2017 – 12. Oktober 2017 1 Woche | 1                                                   | Shania Twain                                        | Now                                                 | –                         |
| 13. Oktober 2017 – 19. Oktober 2017 1 Woche | 1                                                   | Liam Gallagher                                      | As You Were                                         | –                         |
| 20. Oktober 2017 – 26. Oktober 2017 1 Woche | 1                                                   | Pink                                                | Beautiful Trauma                                    | –                         |
| 27. Oktober 2017 – 2. November 2017 1 Woche | 1                                                   | George Michael                                      | Listen Without Prejudice Vol. 1 / MTV Unplugged     | –                         |
| 3. November 2017 – 9. November 2017 1 Woche | 1                                                   | Michael Ball & Alfie Boe                            | Together Again                                      | –                         |
| 10. November 2017 – 16. November 2017 1 Woche (insgesamt 2) | 2                                                   | Sam Smith                                           | The Thrill of It All                                | –                         |
| 17. November 2017 – 23. November 2017 1 Woche | 1                                                   | Taylor Swift                                        | Reputation                                          | –                         |
| 24. November 2017 – 30. November 2017 1 Woche | 1                                                   | Paloma Faith                                        | The Architect                                       | –                         |
| 1. Dezember 2017 – 7. Dezember 2017 1 Woche | 1                                                   | Noel Gallagher’s High Flying Birds                  | Who Built the Moon?                                 | –                         |
| 8. Dezember 2017 – 14. Dezember 2017 1 Woche (insgesamt 2) | 2                                                   | Sam Smith                                           | The Thrill of It All                                | –                         |
| 15. Dezember 2017 – 21. Dezember 2017 1 Woche (insgesamt 20) | 20                                                  | Ed Sheeran                                          | ÷                                                   | –                         |
| 22. Dezember 2017 – 28. Dezember 2017 1 Woche | 1                                                   | Eminem                                              | Revival                                             | –                         |
| 29. Dezember 2017 – 11. Januar 2018 2 Wochen (insgesamt 20) | 20                                                  | Ed Sheeran                                          | ÷                                                   | –                         |

## Jahreshitparaden
| ← 2016 ← | Liste der Nummer-eins-Hits in den britischen Charts | Liste der Nummer-eins-Hits in den britischen Charts | Liste der Nummer-eins-Hits in den britischen Charts | 2018 →   |
| \| Singles \| Position# \| Alben \| \| ------------------------------------------------------------------------------------------------------------------------------------------------------------------------------ \| --------- \| --------------------------------------- \| \| Shape of You Ed Sheeran , Steve Mac, Johnny McDaid, Kandi Burruss, Tameka Cottle, Kevin Briggs \| 1 \| ÷ Ed Sheeran \| \| Despacito (Remix) Luis Fonsi & Daddy Yankee feat. Justin Bieber Luis Rodríguez, Erika Ender, Ramón Ayala, Justin Bieber, Jason Boyd, Marty James \| 2 \| Human Rag ’n’ Bone Man \| \| Castle on the Hill Ed Sheeran , Benjamin Levin \| 3 \| The Thrill of It All Sam Smith \| \| Unforgettable French Montana feat. Swae Lee Karim Kharbouch, Khalif Brown, Christopher Washington, Jake Aujla, McCulloch Sutphin \| 4 \| Glory Days Little Mix \| \| Galway Girl Ed Sheeran , Amy Wadge, Damian McKee, Eamon Murray, Johnny McDaid, Liam Bradley, Niamh Dunne, Sean Graham, Foy Vance \| 5 \| Beautiful Trauma Pink \| \| Perfect Ed Sheeran \| 6 \| × Ed Sheeran \| \| Symphony Clean Bandit feat. Zara Larsson Jack Patterson, Ammar Malik, Ina Wroldsen, Steve McCutcheon \| 7 \| Together Again Michael Ball & Alfie Boe \| \| Human Rag ’n’ Bone Man Jamie Hartman, Rory Graham \| 8 \| More Life Drake \| \| Something Just Like This The Chainsmokers & Coldplay Andrew Taggert, Guy Berryman, Jonny Buckland, Will Champion, Chris Martin \| 9 \| As You Were Liam Gallagher \| \| You Don’t Know Me Jax Jones feat. Raye Walter Merziger, Arno Kammermeier, Peter Hayo, Patrick Bodmer, Uzoechi Emenike, Phil D. Young, Timucin Aluo, Janee Bennett, Rachel Keen \| 10 \| Gang Signs & Prayer Stormzy \| |                                                     |                                                     |                                                     |          |
| ← 2016 |                                                     |                                                     |                                                     | → 2018 → |
| Singles | Position#                                           | Alben                                               |                                                     |          |
| Shape of You Ed Sheeran , Steve Mac, Johnny McDaid, Kandi Burruss, Tameka Cottle, Kevin Briggs | 1                                                   | ÷ Ed Sheeran                                        |                                                     |          |
| Despacito (Remix) Luis Fonsi & Daddy Yankee feat. Justin Bieber Luis Rodríguez, Erika Ender, Ramón Ayala, Justin Bieber, Jason Boyd, Marty James | 2                                                   | Human Rag ’n’ Bone Man                              |                                                     |          |
| Castle on the Hill Ed Sheeran , Benjamin Levin | 3                                                   | The Thrill of It All Sam Smith                      |                                                     |          |
| Unforgettable French Montana feat. Swae Lee Karim Kharbouch, Khalif Brown, Christopher Washington, Jake Aujla, McCulloch Sutphin | 4                                                   | Glory Days Little Mix                               |                                                     |          |
| Galway Girl Ed Sheeran , Amy Wadge, Damian McKee, Eamon Murray, Johnny McDaid, Liam Bradley, Niamh Dunne, Sean Graham, Foy Vance | 5                                                   | Beautiful Trauma Pink                               |                                                     |          |
| Perfect Ed Sheeran | 6                                                   | × Ed Sheeran                                        |                                                     |          |
| Symphony Clean Bandit feat. Zara Larsson Jack Patterson, Ammar Malik, Ina Wroldsen, Steve McCutcheon | 7                                                   | Together Again Michael Ball & Alfie Boe             |                                                     |          |
| Human Rag ’n’ Bone Man Jamie Hartman, Rory Graham | 8                                                   | More Life Drake                                     |                                                     |          |
| Something Just Like This The Chainsmokers & Coldplay Andrew Taggert, Guy Berryman, Jonny Buckland, Will Champion, Chris Martin | 9                                                   | As You Were Liam Gallagher                          |                                                     |          |
| You Don’t Know Me Jax Jones feat. Raye Walter Merziger, Arno Kammermeier, Peter Hayo, Patrick Bodmer, Uzoechi Emenike, Phil D. Young, Timucin Aluo, Janee Bennett, Rachel Keen | 10                                                  | Gang Signs & Prayer Stormzy                         |                                                     |          |